# عبد الله القوباني
عبد الله القوباني (و. 1999  م) هو منافس ألعاب قوى يمني، شارك في بطولة العالم لألعاب القوى 2015 – 5000 متر للرجال ‏.

## روابط خارجية
- عبد الله القوباني على موقع الاتحاد الدولي لألعاب القوى (الإنجليزية)